# A Perfect Circle
A Perfect Circle (с англ. — «Идеальная окружность») — американская рок-группа, созданная в Лос-Анджелесе, штат Калифорния, в 1999 году гитаристом Билли Хауэрделом и вокалистом группы Tool Мэйнардом Джеймсом Кинаном. A Perfect Circle выпустили четыре студийных альбома, первые три в начале 2000—х: Mer de Noms, их дебютный альбом в 2000 году, за которым последовал Thirteenth Step в 2003 году; затем в 2004 году eMOTIVe — альбом радикально переработанных кавер-версий песен. Вскоре после выхода eMOTIVe группа объявила перерыв; Кинан вернулся в Tool и начал сольную работу под названием Puscifer, в то время как Хауэрдел выпустил сольный альбом Keep Telling Myself It's Alright под псевдонимом Ashes Divide. Деятельность группы была спорадической в последующие годы; группа реформировалась в 2010 году и выступала с живыми концертами в период с 2010 по 2013 год, но впала в бездействие после выпуска их компиляционного альбома, Three Sixty, и бокс-сета концертного альбома, A Perfect Circle Live: Featuring Stone and Echo в конце 2013 года. Группа реформировалась в 2017 году, чтобы записать четвёртый альбом Eat the Elephant, который был выпущен 20 апреля 2018 года.
Склонная к простою из-за других музыкальных обязательств Кинана, группа включала в себя множество музыкантов в течение чередующихся периодов активности и бездействия, и меняла составы на каждом альбоме, оставляя Кинана и Хауэрдела единственными постоянными участниками. Первоначальное воплощение группы включало Паз Леншантин на басу, Трой Ван Леувена на гитаре и Джоша Фриза на барабанах. Барабанщик группы Primus Тим Александер недолго выступал в качестве барабанщика до Фриза на первых концертах группы; однако это было до выпуска какого-либо материала. Соавтор и продюсер группы Дэнни Лонер и басист группы Marilyn Manson Джорди Уайт также были участниками группы в течение короткого периода в начале 2000-х годов. Нынешний состав группы включает гитариста The Smashing Pumpkins Джеймса Иха, басиста Мэтта Макджанкинса и барабанщика Джеффа Фридла, двое последних также участвуют в соответствующих проектах Puscifer и Ashes Divide. Несмотря на разнообразный состав и многочисленные изменения в составе, стилистическое содержание песен A Perfect Circle по-прежнему соответствует Хауэрделу как композитору музыки, а Кинан пишет тексты и вокальные мелодии. Студийные альбомы группы в целом были хорошо восприняты критиками и коммерчески, а их первые три студийных альбома были проданы общим тиражом 4 миллиона копий по состоянию на 2005 год.

## История
Группа была основана Билли Хауэрделом — гитарным техником, работавшим с Nine Inch Nails, The Smashing Pumpkins, Fishbone, Guns N’ Roses и Tool. Мэйнард Джеймс Кинан, вокалист Tool, услышав демозаписи Билли, сказал что, если тот создаст группу, то он готов стать их вокалистом. Хауэрдел после некоторых сомнений согласился, несмотря на то, что сначала хотел, чтобы в группе был женский вокал. Также к ним присоединились басистка и скрипачка Паз Леншантин, гитарист Трой Ван Левен, прежде игравший в Failure, и барабанщик Тим Александр из Primus.

### Mer de Noms (1999—2001)
После серии репетиций и выступлений на разогреве у других команд, APC начинают записывать студийный альбом Mer de Noms (с фр. — «Море имен»). Тим Александр вскоре был заменён Джошем Фризом из The Vandals, однако в песне «The Hollow» все ещё можно услышать игру Тима. После завершения альбома, группа принимает участие в нескольких турах в США и Канаде.

### Thirteenth Step (2002—2003)
К записи второго альбома A Perfect Circle готовились уже без двух музыкантов: Пэз Леншантин и Троя ван Льюена. Пэз присоединилась к группе Zwan, а Трой — к Queens of the Stone Age. Однако Леншантин к тому времени записала почти все партии для бас-гитары для нового альбома. На место покинувших группу музыкантов были приняты Джорди Уайт басист Marilyn Manson, (также известный как Твигги Рамирес, который временно не участвовал в команде Marilyn Manson в период с 2003 по 2007 включительно, участвуя в таких проектах как APC, Nine inch nails и Goon Moon), и гитарист Дэнни Лонер. Однако, Лонер не подошёл группе как второй гитарист, и на новом альбоме его можно услышать только в песне «The Noose». Место Дэнни Лонера занял Джеймс Иха из The Smashing Pumpkins.
Записав второй альбом Thirteenth Step 16 сентября 2003, группа провела остаток года в турах по Северной Америке, Европе и Японии. В 2004 APC продолжили туры по Австралии, Японии, Новой Зеландии и Европе, завершив тур весной выступлениями в США.

### eMOTIVe (2004 г.)
Третий альбом eMOTIVe был записан 2 ноября 2004 (день выборов в США) и содержит каверы на антивоенные песни таких музыкантов, как Джон Леннон и Джони Митчелл. 16 ноября 2004, выпустила DVD/CD-комплект названный aMOTION. На нём представлены ранее не издававшиеся видеоклипы, а также би-сайды и ремиксы. Режиссёром клипа к песне «Judith» (2000) был Дэвид Финчер.

### Перерыв (2005—2009)
Некоторое время будущее A Perfect Circle оставалось неясным. В интервью французскому журналу «Rock Hard» Кинан говорил, что считает APC завершённым проектом и в обозримом будущем изменений не предвидится. Билли Хаурдел подтверждал, что не планирует записи нового альбома или концертных туров.
На официальном сайте A Perfect Circle 19 сентября 2006 можно увидеть запись: «Спящий должен пробудиться! Привет! Извините, некоторое время от нас не было вестей. Были заняты. Билли погружён в работу над сольным проектом, а я гастролирую с TOOL, работаю над сайтом www.puscifer.com и ещё ко всему прочему делаю вино. Не могу сказать когда Билли закончит записывать новый материал, но я слышал многообещающие прогнозы. Я забыл опубликовать тексты песен с 13th step и eMotive, я этим скоро займусь. Так что заходите почаще. Пока. mjk»

### Воссоединение (2010—2016)

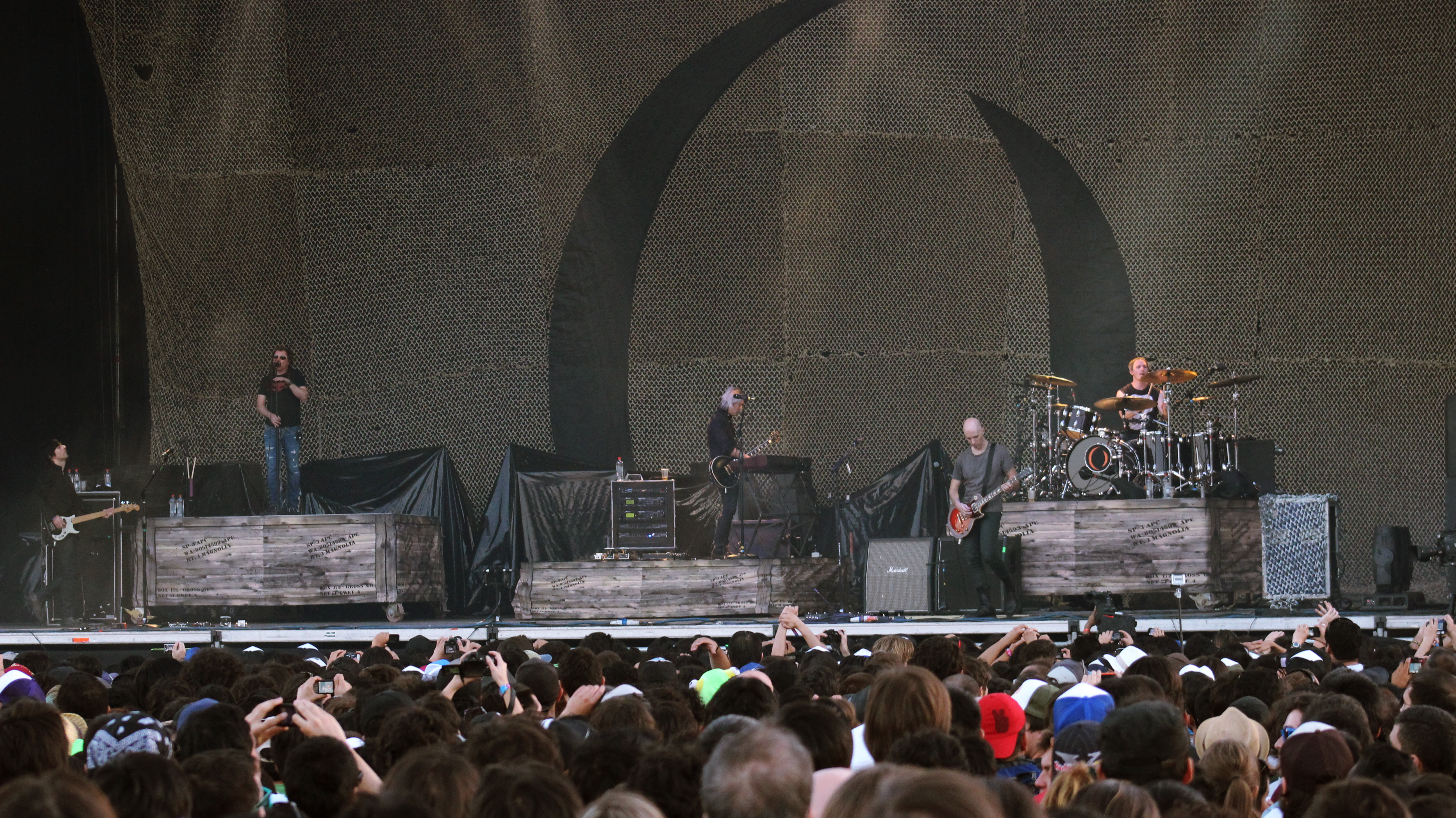
Выступление группы на фестивале Lollapalloza Chile в 2013

9 декабря 2008 Кинан заявил, что он и Билли Хаурдел пишут новый материал для A Perfect Circle, и что в их планы пока что не входит продолжение полноценного турне и даже запись альбома. Вместо этого они сосредоточат внимание на паре композиций, которые скорее всего будут выпущены через интернет.
7 апреля 2009 группа выпускает свой первый релиз после перерыва — мини-альбом Deep Cuts, состоявший из трёх концертных записей и одной демокомпозиции материала Mer de Noms; а 17 сентября Кинан заявил о том, что новый материал уже на подходе.
27 октября 2010 группа дает концерт на шоу Джимми Киммела на канале ЭйБиСи, а в ноябре проводит тур по территории США.
29 июня 2011 года на концерте в Портленде (Орегон) исполнена новая композиция «By & Down».
В октябре 2012 года Кинан в ответ на вопросы по поводу нового материала, заявил следующее: «Мы сбили кое-что, но пока ничего не готово и нет смысла представлять новый материал. Сейчас Хаурдел занят с Ashes Divide, а я — с Puscifer».
2 октября 2012 года на своей странице в Твиттере барабанщик Джош Фриз, объявил об уходе из группы, заявив следующее: «После 13 лет я решил оставить A Perfect Circle без планов на возвращение. Прошу прощения у тех, кто интересовался будущими шоу».

### Eat the Elephant (2018)
После перерыва в четырнадцать лет A Perfect Circle в 2017-м году анонсировали студийный альбом. Пластинка получила название Eat the Elephant и вышла 20 апреля 2018 года на лейбле BMG. Гитарное звучание группы сменилось более клавишным, более зависимым от текстур и слоёв.

## Влияния
Билли Хаурдел в своё время привел несколько альбомов, которые, по его словам, оказали влияние на его игру: Адам Ант и его альбом Kings of the Wild Frontier в своём гибриде пиратской музыки с оттенками мелодий коренных американцев, Siouxsie and the Banshees и их Tinderbox, «как один из наиболее напряжённых по атмосфере записей, что он когда-либо слышал», Оззи Осборн с Diary of the Madman также оказал большее влияние на Хаурдела в самом начале его карьеры, и, наконец, The Cure с Pornography, что он также отмечал как альбом с большой напряженностью.

## Состав
- Мэйнард Джеймс Кинан — фортепиано, вокал (1999—2004, 2010-настоящее время)
- Билли Хауэрдел — соло- и ритм- гитары, бас, фортепиано, вокал (1999—2004, 2010-настоящее время)
- Джеймс Иха — ритм-гитара, клавишные, бэк-вокал (2003—2004, 2010-настоящее время)
- Мэтт Макдженкинс — бас, гитара, бэк-вокал (2010-настоящее время)
- Джефф Фридл — ударные (2011-настоящее время)

Бывшие участники
- Джорди Уайт — бас-гитара (2003—2004)
- Паз Леншантин — бас-гитара, скрипка (1999—2002, 2004)
- Трой Ван Левен — ритм-гитара (1999—2002)
- Тим Александр — ударные и перкуссия (1999)
- Джош Фриз — ударные и перкуссия (1999—2004, 2010—2011)
- Дэнни Лонер — ритм-гитара (2003, 2004)

## Дискография
- Mer de Noms (2000 г.)
- Thirteenth Step (2003 г.)
- eMOTIVe (2004 г.)
- Eat the Elephant (2018 г.)

## Клипы
- «Judith» с альбома Mer de Noms
- «3 Libras» с альбома Mer de Noms
- «Thinking of You» с альбома Mer de Noms
- «Weak and Powerless» с альбома Thirteenth Step
- «The Outsider» с альбома Thirteenth Step
- «Blue» с альбома Thirteenth Step
- «Counting Bodies Like Sheep To The Rhythm Of The War Drums» с альбома eMOTIVe
- «Imagine» с альбома eMOTIVe
- «Passive» с альбома eMOTIVe
- «The Doomed» с альбома Eat the Elephant
- «Disillusioned» с альбома Eat the Elephant